# Expresso Queiroz
A Expresso Queiroz, chamada também de Queiroz, é uma empresa brasileira de transporte rodoviário de passageiros, cargas e fretamento, fundada em 1948 pelo militar cearense Loureiro Pereira de Queiroz. Inicialmente era sediada no município de Dourados, então Mato Grosso, e posteriormente transferida para Campo Grande, no mesmo estado, onde mantém sua sede atual..
É a pioneira dentro da região Centro-Oeste, no Norte do Brasil e também uma das empresas pioneiras no transporte rodoviário do país de um modo geral. Antes dela não havia empresa de transporte de passageiros sediada nas regiões mencionadas. Mesmo assim atende itinerários apenas dentro de seu estado natal, o Mato Grosso do Sul. Hoje, a Expresso Queiroz está presente em quase duas dezenas de municípios do estado supramencionado.

## Origem do nome
O nome da Expresso Queiroz faz alusão a um dos sobrenomes de seu fundador, Loureiro Pereira de Queiroz, cabo do Exército Brasileiro nascido na cidade cearense de Senador Pompeu em 11 de agosto de 1914. Homem de larga visão de negócios, que veio para esta região, ainda muito jovem, para sua auto realização e independência, depois de uma luta constante, para ajudar seus pais, na árdua lavoura do Nordeste do Brasil.

## História
A história da empresa começa em 1948, quando o militar Loureiro Pereira de Queiroz, então com 33 anos, resolveu mudar sua vida apostando todo o patrimônio que tinha acumulado, sua casa que morava com esposa e os dois filhos pequenos, comprando um ônibus usado da empresa Sobral, única empresa que até então explorava o incipiente serviço de transporte coletivo urbano da cidade de Campo Grande. Fez hipoteca da casa e mudou com toda sua família para Dourados aproveitando a chance de trabalho relacionada a Colônia Agrícola Federal de Dourados.
Nos anos 40 não havia no Estado em que foi fundado nenhuma lei que regulamentasse os sistema de transporte interurbano de passageiros. Com isso buscou regularizar suas linhas implantando desta forma oficialmente a Empresa de Transporte Intermunicipal de Passageiros Loureiro Pereira de Queiroz, fantasiosamente denominada Expresso Queiroz (nome que acabou ficando em definitivo). Inicialmente com uma Jardineira Mista, transportando passageiros e cargas sempre no trecho entre Maracaju e Dourados (Itaum e Colônia Federal Agrícola). Ele próprio era Motorista, Cobrador e Mecânico de sua pequena Empresa. A empresa tinha o objetivo inicial de transportar o nascente fluxo de passageiros, principalmente nordestinos a qual atraía milhares de famílias interessadas em conseguir uma das glebas que o governo federal distribuía para a exploração agrícola.
Dourados, que hoje tem mais de 200 mil habitantes, era só um lugarejo inóspito que atraiu muita gente seduzida pela utopia da terra prometida por Getúlio Vargas, ao promover a reforma agrária, implantando a Colônia Federal Agrícola. As estradas eram precárias. As pessoas não tinham onde ficar, e a casa dos Queiroz servia de hospedaria áquelas pessoas que precisas sem de um local para pernoitar e no dia seguinte seguir viagem até a Colônia Federal. O filho Natanael Pereira de Queiroz, à medida que crescia, auxiliava o pai trabalhando como motorista, cobrador e mecânico.
| “ | Meu pai fazia de tudo. Dirigia o ônibus, fazia às vezes de cobrador e mecânico. Toda a família se envolvia no negócio. Até eu, ainda menina, ajudava a remendar pneu. Preguei a cobertura de madeira coberta com lona oleato no Asa Branca, nome dado ao nosso primeiro ônibus, referência a origem do meu pai, um cearense que veio tentar a sorte nos sertões de Mato Grosso. | ” |

A Expresso Queiroz foi crescendo junto com a região onde surgiram várias novas cidades, vinculadas com o cultivo da terra e na criação de gado, e as antigas passaram por um processo de explosão econômica e demográfica. Também ajudou a desbravar boa parte do sul do Estado e da fronteira com o Paraguai do então Mato Grosso numa época em que as estradas não eram asfaltadas, tinham traçados que tinha trechos pouco melhores que trilheiros. Era necessário um dia inteiro para chegar ao destino, pois 240 km em estrada de chão atrasavam muito a viagem.
| “ | Meu pai chegou a comprar dez ônibus novos de uma só vez, mas os deixavam parados no pátio e rodava com os velhos, por causa das péssimas condições da estrada. Dava até dó de colocá-los para viajar, a bateria chegou a descarregar de tanto tempo parados. | ” |

A empresa seguia sendo tocada pela família (característica que permanece até os dias atuais) que nos anos 50 voltou a Campo Grande, época da mudança do trajeto para Campo Grande x Dourados via Rio Brilhante. Em meados de 1953, mais ônibus foram adquiridos para transportar passageiros até Rio Brilhante (antiga Entre Rios), onde era preciso fazer baldeação pois o ônibus saía de Dourados e ia só até à margem do rio. Dali os passageiros atravessavam a pé e embarcavam no próximo ônibus que aguardava-nos para ir a Campo Grande. Posteriormente o trajeto foi estendido até a cidade de Ponta Porã. Não era um serviço simples, até porque o trajeto era de terra. E não havia pontes. A rodovia que tinha que ser vencida, a BR-163 (antiga BR-16), estava para ser pavimentada, porém o asfalto só viria a ser realidade em 1976, quando foi inaugurada pelos militares. E durante mais de 30 anos a empresa teve praticamente a exclusividade na exploração do transporte de passageiros entre Campo Grande e Dourados e região de fronteira com o Paraguai e extremo sul do Estado, e havia ônibus de hora em hora. Mas com o tempo mais empresas começaram a atender o mesmo trecho.
Apesar da desregulamentação da economia nos anos 90 e a falta de fiscalização, a empresa não deixou de ser a empresa concessionária do transporte de passageiros entre Campo Grande, Dourados, Ponta Porã e região de fronteira a oferecer mais horários. Mesmo competindo com empresas interestaduais e até com o transporte clandestino das vans, preservou seu espaço no mercado, modernizando a gestão, renovando a frota e incorporando modelos novos e modernos. A Expresso Queiroz, que atua no segmento de transporte interurbano de passageiros e de pequenas cargas, conseguiu este feito exatamente num dos setores hoje mais controlados por grandes corporações que pelo seu gigantismo assumem dimensão de monopólio.
A empresa entra na sua terceira geração de herdeiros e se mantém competitiva, eficiente, rentável, como desejava o seu fundador, o comendador Loureiro Pereira de Queiroz, que a comandou por 54 anos, do longínquo final dos anos 40 (pós-guerra) até 2002, quando veio a falecer pouco antes de completar 88 anos de idade. A partir daí o comando da empresa passou a ser feito por sua filha, Neusa Alice Pereira de Queiroz Fermau e Valéria Figueiredo de Queiroz Sanchez.

## Atendimento
A Expresso Queiroz é uma empresa de administração familiar atualmente sediado na cidade de Campo Grande, em Mato Grosso do Sul. Além da sede, a empresa possui importantes pontos de venda de passagens tais como Dourados (sua primeira sede), Ponta Porã, Naviraí, Amambai, Rio Brilhante e Caarapó.
Além de transporte de passageiros, o grupo familiar é composto também pelo serviço Queiroz Express de entrega de encomenda, empresa responsável pela logística e transporte de mercadorias na região em que atua.

### Compra de passagem
Segundo informações disponíveis no site da empresa, a venda de passagem pela internet é feita através dos sites da própria empresa e no Netviagens. O usuário deverá informar a cidade de origem, cidade de destino e a data da viagem. A partir dai os sites mostrarão as opções disponíveis para a compra. Também é possível baixar o aplicativo através de um celular.
Você não vai imprimir a passagem em si, e sim um comprovante de compra, onde estará todas as informações relativos a passagem comprada. Depois é necessário ir até o guichê na rodoviária para efetuar a troca e assim pegar a passagem que será usada no dia da viagem.

### Cobertura
A empresa hoje atende vários destinos no estado de Mato Grosso do Sul, incluindo a capital Campo Grande. A empresa não faz linhas fora do estado supramencionado.

## Frota e veículos
Segundo o site ViaCircular em conjunto com o portal Galeria Bus MS, a frota atual da Expresso Queiroz é composta por 57 ônibus das seguintes fabricantes de carrocerias:
- Busscar: El Buss 340, Jum Buss 360 e Vissta Buss LO
- Marcopolo: Andare Class, Viaggio G7 1050 e Paradiso G6 1200 e G7 1200, além do urbano Marcopolo Viale
- Irizar: i6 370
- Metalbus/Maxibus: Astor

Os chassis que equipam os frota da empresa são Volkswagen:9-150 EOD;16-180 CO;18-310 TITAN
Volvo:B290R;B7R
Mercedes-Benz:OF-1722M;O-400RSD;O-500RSD(BlueTec 5)
Scania:K-113 CL;K-124 IB;K-310 IB